# Ifjabb Oszlopos Szent Simeon
Ifjabb Oszlopos Szent Simeon, görögösen Szimeon Sztülitész (ógörögül: Συμεὼν ὁ στυλίτης, latinul: Simeon Stylites), (521 – 592. május 24.) szír stylita. Néhol Admirabilis-hegyi Szent Simeonként, Szimeon Thafmasztoreitiszként (görögül: Συμεών ο Θαυμαστορείτης) is szerepel.

## Élete
Simeon atyai nagyszülei edessza gazdag illatszer-kereskedők voltak, János fiuk kiskorában költöztek Antiókhiába. János felnőve egy Márta nevű antiókhiai leányt vett feleségül. Ebből a házasságból született Simeon. Ötéves volt, amikor édesapja földrengés áldozata lett. A gyermek nemsokára megszökött otthonról, és egy belső hangtól irányítva a várostól délnyugatra, egy monostorban kötött ki, melynek apátja Oszlopos János archimandrita volt. A szigorú életű szerzetesek befogadták a gyermeket. A kis Simeon alig töltötte be hetedik életévét, maga is oszlopra szállt, hogy elfoglalja az elhunyt János apát helyét.
14 éves kora körül Antiókhia pátriárkája diakónussá szentelte. Simeon ezt követően nyolc évig maradt az oszlopon. Prédikált, imádkozott, böjtölt, s a nép prófétának, látnoknak és csodatevőnek tartotta. 541-ben, belső indíttatásra ismét egy zord hegyvidéken vert tanyát, itt két évtizedet élt. A hely a Mons Admirabilis nevet kapta. A Simeonhoz csatlakozó szerzetesek kunyhói kis telepet alkottak Simeon oszlopa körül. A nép természetesen itt is rátalált, Simeon pedig nem futhatott tovább, hanem immár egy közösség vezetőjévé vált. 545-ben megjövendölte Efrém antiochiai görög pátriárka halálát.
A száraz vidéken monostor épült, amelynek templomát a Szentháromságnak szentelték. A munkálatokat Simeon mellett édesanyja, Márta asszony vezette.
551. június 4-én, Pünkösd ünnepén, a 30 éves ifjú az épülettömb közelében felállított oszlopra költözött át. 554-ben Dionüsziosz szeleukeiai püspök pappá szentelte. Simeon rendkívüli ékesszólással megáldva gyakran beszélt monostora szerzeteseinek és mindazoknak, akik tanácsért, vigaszért, gyógyulásért esedezve őt felkeresték. Kódexben mintegy 30 beszéde maradt fenn, melyekben a szerzetes élet és a szüzesség magasztalása található. Néhány liturgikus szöveget is neki tulajdonítanak. Összegyűjtött levelei viszont elvesztek.
71 éves korában hunyt el, amelyből hat évtizedet oszlopon töltött.